# Пикник у Тополи
Пикник у Тополи је југословенски драмски филм из 1981. године, који је режирао Зоран Амар, а сценарио је писао Радослав Павловић.

## Радња
Неконвенцијалну прославу венчања младог пара у природи наруши појава двојице мештана.
Крака је побегао од куће и лута са Максом градом целу ноћ. У драгстору сретну Олгу, студенткињу Крака јој у шали понуди брак. Неколико дана касније њих двоје се заиста венчају. У доколици и уз пиће отварају се стари проблеми. На доњој тачки расположења појављују се два припита мештанина, вршњаци из оближњег градића и позову их да им се придруже. Младићи одбијају, само Алексова девојка која је љута, им се придружује али одустаје јер схвата да ће да је силују. Настане туча у којој младожења и његови пријатељи, спасавајући живу главу и своју нарушену моралност успевају да отерају мештане.

## Улоге
| Глумац             | Улога           |
| ------------------ | --------------- |
| Јорданчо Чевревски | Крака           |
| Предраг Ејдус      | Макса           |
| Бранислав Лечић    | Игор            |
| Ена Беговић        | Јелена          |
| Гордана Косановић  | Олга            |
| Предраг Лаковић    | чувар           |
| Мики Манојловић    | човек за шанком |
| Рајко Продановић   | Лале            |
| Јелица Сретеновић  | Касирка         |
| Миле Станковић     | Груја           |